# Diocesi di Kavieng
La diocesi di Kavieng (in latino Dioecesis Kaviengensis) è una sede della Chiesa cattolica in Papua Nuova Guinea suffraganea dell'arcidiocesi di Rabaul. Nel 2021 contava 111.000 battezzati su 213.000 abitanti. È retta dal vescovo Roland Vunuvung.

## Territorio
La diocesi comprende le province di Manus e della Nuova Irlanda in Papua Nuova Guinea.
Sede vescovile è la città di Kavieng, dove si trova la cattedrale di Nostra Signora del Sacro Cuore di Gesù.
Il territorio è suddiviso in 20 parrocchie.

## Storia
Il vicariato apostolico di Kavieng fu eretto il 5 luglio 1957 con la bolla Cum apostolicum di papa Pio XII, ricavandone il territorio dal vicariato apostolico di Rabaul (oggi arcidiocesi).
Il 15 novembre 1966 il vicariato apostolico è stato elevato a diocesi con la bolla Laeta incrementa di papa Paolo VI.

## Cronotassi dei vescovi
Si omettono i periodi di sede vacante non superiori ai 2 anni o non storicamente accertati.
- Alfred Matthew Stemper, M.S.C. † (5 luglio 1957 - 24 ottobre 1980 dimesso)
- Karl Hesse, M.S.C. † (24 ottobre 1980 - 7 luglio 1990 nominato arcivescovo di Rabaul)
- Ambrose Kiapseni, M.S.C. † (21 gennaio 1991 - 22 giugno 2018 dimesso)
- Rochus Josef Tatamai, M.S.C. (22 giugno 2018 - 19 giugno 2020 nominato arcivescovo di Rabaul)[1]
  - Sede vacante (2020-2023)
- Roland Vunuvung, dal 24 giugno 2023

## Statistiche
La diocesi nel 2021 su una popolazione di 213.000 persone contava 111.000 battezzati, corrispondenti al 52,1% del totale.
| anno | popolazione | popolazione | popolazione | presbiteri | presbiteri | presbiteri | presbiteri                | diaconi | religiosi | religiosi | parrocchie |
| anno | battezzati  | totale      | %           | numero     | secolari   | regolari   | battezzati per presbitero | diaconi | uomini    | donne     | parrocchie |
| ---- | ----------- | ----------- | ----------- | ---------- | ---------- | ---------- | ------------------------- | ------- | --------- | --------- | ---------- |
| 1970 | 33.144      | 81.000      | 40,9        | 24         |            | 24         | 1.381                     |         | 33        | 24        |            |
| 1980 | 42.455      | 89.000      | 47,7        | 24         | 3          | 21         | 1.768                     |         | 37        | 28        |            |
| 1990 | 57.382      | 118.682     | 48,3        | 20         | 5          | 15         | 2.869                     |         | 24        | 29        | 19         |
| 1999 | 68.940      | 143.000     | 48,2        | 23         | 11         | 12         | 2.997                     |         | 22        | 25        | 18         |
| 2000 | 65.784      | 145.000     | 45,4        | 21         | 13         | 8          | 3.132                     |         | 14        | 20        | 22         |
| 2001 | 66.500      | 159.000     | 41,8        | 21         | 13         | 8          | 3.166                     |         | 15        | 35        | 22         |
| 2002 | 67.500      | 167.000     | 40,4        | 19         | 11         | 8          | 3.552                     |         | 16        | 29        | 18         |
| 2003 | 70.000      | 170.000     | 41,2        | 16         | 12         | 4          | 4.375                     |         | 10        | 29        | 18         |
| 2004 | 79.000      | 180.000     | 43,9        | 20         | 13         | 7          | 3.950                     |         | 17        | 21        | 18         |
| 2006 | 79.000      | 180.000     | 43,9        | 16         | 11         | 5          | 4.937                     |         | 13        | 15        | 18         |
| 2013 | 96.560      | 185.000     | 52,2        | 25         | 18         | 7          | 3.862                     |         | 13        | 10        | 20         |
| 2016 | 102.900     | 197.000     | 52,2        | 29         | 24         | 5          | 3.548                     |         | 11        | 10        | 18         |
| 2019 | 107.000     | 205.000     | 52,2        | 20         | 20         |            | 5.350                     |         | 6         | 20        | 20         |
| 2021 | 111.000     | 213.000     | 52,1        | 19         | 19         |            | 5.842                     |         | 6         | 20        | 20         |